# مورشیخینسکایا
مورشیخینسکایا (به لاتین: Morshikhinskaya) یک منطقهٔ مسکونی در روسیه است که در استان آرخانگلسک واقع شده‌است.